# ランカウイ島

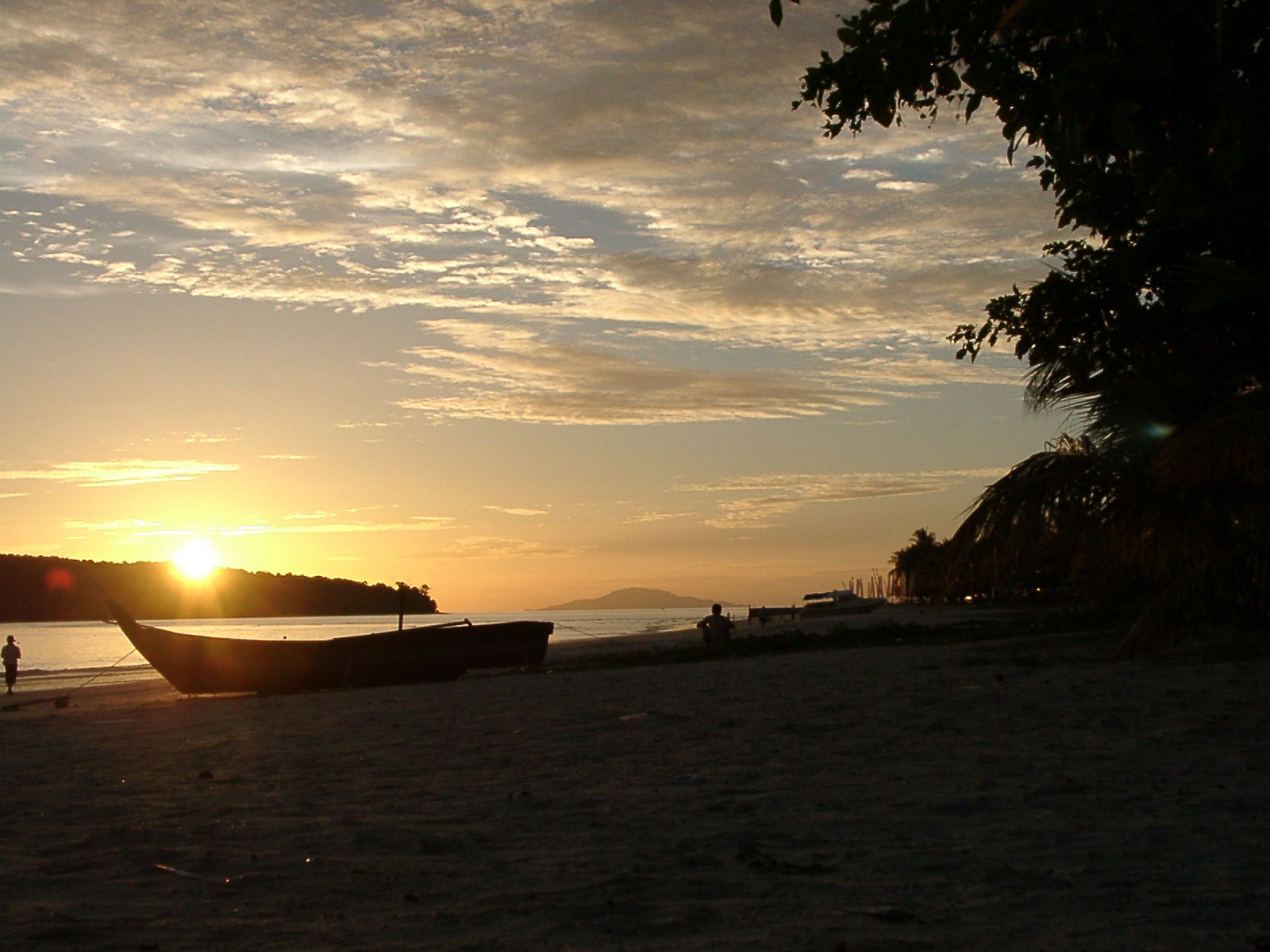
ランカウイ島の夕日

ランカウイ島 (ランカウイとう、Pulau Langkawi) とは、マレーシア北西部のアンダマン海にある島。地元の言葉でランは鷲、カウイは大理石を意味する。クダ州に属し、この周辺の98の島々を含めてランカウイ群島と呼ぶ。数多くの伝説が語り継がれていることから、伝説の島と呼ばれている。

## 概要
ランカウイ島は1978年に自由貿易地帯に指定されたため、島内で売られている商品には関税などの税金は一切かからなくなった。1980年代後半より、政府主導で「第二のペナン島」を目指して観光開発が進み、アジア各国はもとよりヨーロッパからの観光客が多数来る一大リゾート地となっている。
2004年12月末のインド洋大津波で被災したものの、比較的被害は少なかった。

## 地理
- 面積：380 km2（日本の淡路島の約2/3の面積）
- 人口：65,000人（2001年）
- 住民：マレー系90％、中国系7％、インド系2％、タイ系1％
- 時間帯：UTC+8

島の中心はマレー半島やペナン島への船便が発着する港がある、南東部のクア・タウン。

### 地形
ランカウイ島北西部にはタイとマレーシアとの国境が走るチンチン海峡に面したダタイ湾があり。ダタイ川が流れ込む湾岸には高級リゾートホテルが建ち並んでいる。
ランカウイ島の最高峰は標高881mのラヤ山である。ラヤ山には伝説が存在する。
ラヤ山北麓にはドゥリアン・ペランギン滝があり、周辺の森林は保安林として保護されている。ドゥリアン・ペランギン滝は、14段に分かれて流れ落ちる多段滝である。この滝は年間を通して水が流れ落ち続けており、最も水量が多くなるのは例年9月から10月にかけての雨季の頃である
。
ms:Gunung Mat Cincangの山麓にはテラガ・トゥジュ滝もあり、この滝は「7つの井戸」を意味する。

### ランカウイジオパーク
ランカウイ島の地球科学的に貴重なジオ多様性と、その上に形成されている生態系や地域文化に高い価値があることから、島全体がマレーシア初の世界ジオパークとして認定されている。2009年にはアジア太平洋ジオパークネットワークの第1回シンポジウムがここで開催された。

## 観光
- クア・タウン…免税店が多く立ち並ぶ。マレー半島やペナン島への船が発着するジェティーがある。

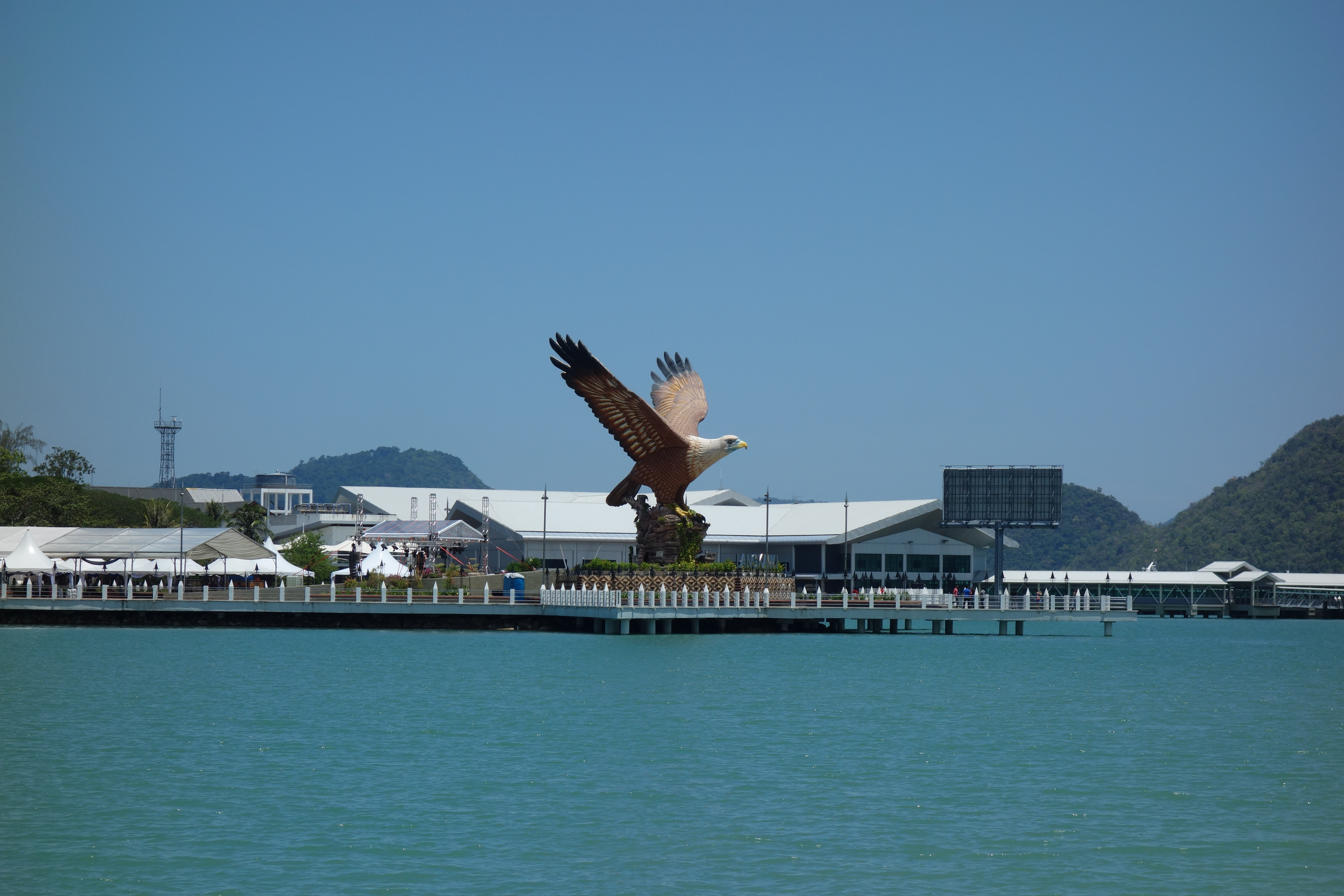
クア・タウン　イーグルスクエア

- - イーグル・スクエア…ランカウイ島のシンボル的存在。両翼をいっぱいに広げた鷲の像があり、フォトスポットとなっている。
- アンダーウォーターワールド…パンタイ・チェナンにある水族館。

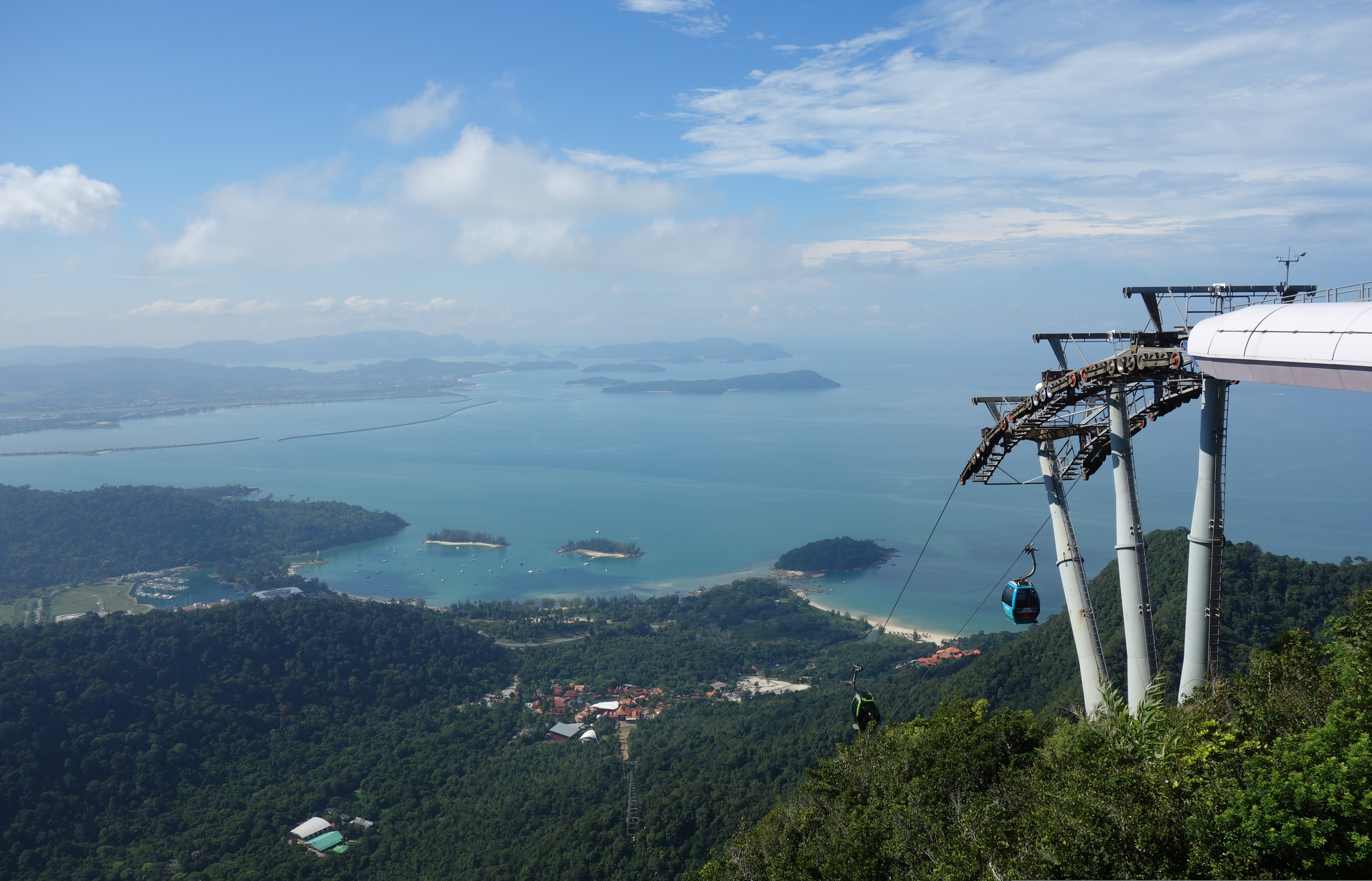
ランカウイケーブルカー

- グヌン・ラヤ
- クロコダイル・ファーム
- マスリ王女の墓
- アイル・ハンガー・ヴィレッジ
- ランカウイケーブルカー

### ビーチ
- パンタイ・チェナン…島南西部にある最もポピュラーなビーチ。空港からも比較的近い。
- パンタイ・トゥンガー…島南西部、パンタイ・チェナンの南側に位置するビーチ。
- ダタイ湾…島北西部にあり、最高級リゾートホテルが立ち並ぶ。
- タンジュン・ルー…島北東部にある白砂海岸。

### 日帰りのアクティビティ
- マングローブツアー（日本人が主催するものも2社ある）
- カヤック
- 市内観光
- パヤ島
- ヨットクルーズ（ヨットから海にネットを降ろした海水ジャグジーが有名）

## 交通

### 空港
- ランカウイ国際空港

日本からの直行便はなく、バンコク、クアラルンプール、シンガポールのいずれかで乗り換えが必要。

### 港湾
- ペナン島へは1日1便。
- クアラ・ケダ、クアラ・プルリスへは比較的多くの便がある。クアラ・ケダからはアロースターへのバス便がある。
- タイのサトゥーンへは1日往復3便。